# Gambusia pseudopunctata
Gambusia pseudopunctata és un peix de la família dels pecílids i de l'ordre dels ciprinodontiformes.

## Morfologia
Els mascles poden assolir els 3,2 cm de longitud total.

## Distribució geogràfica
Es troba a Haití.